# Sifalaete Tabaloho
Sifalaete Tabaloho is een bestuurslaag in het regentschap Gunungsitoli van de provincie Noord-Sumatra, Indonesië. Sifalaete Tabaloho telt 2498 inwoners (volkstelling 2010).